# Maria Ford
Maria Ford (Pikes Peak, 10 ottobre 1966) è un'attrice statunitense.

## Biografia
Nata a Pikes Peak, cittadina del Colorado, Ford visse l'infanzia a Pineville e divenne un'attrice a soli diciassette anni. Si trasferì a New York all'età di 19 per svolgere l'attività di modella.
Nel 1989 ottenne il suo primo ruolo televisivo in Dance of the Damned dell'ABC. 
Nel corso degli anni ha preso parte a svariati generi di film: dal thriller, dove si è affermata nella parte della scream queen, alla commedia, dapprima in comparse ruoli di secondo piano, poi come protagonista.
È resa famosa per lo più dai numerosi film erotici ai quali ha preso parte, come Steapteaser, The Wasp Woman e La chiave del sesso.
Ha partecipato inoltre a diverse serie televisive, come Troppi in famiglia, La famiglia Addams si riunisce, e Chicago Hope.

## Filmografia parziale

### Cinema
- Dance of the Damned Prom (1989)
- Ossessione fatale (Naked Obsession), regia di Dan Golden (1990)
- La maschera della morte rossa (1990)
- The Haunting of Morella (1993)
- Killer sotto la pioggia (1993)
- L'angelo della distruzione (1994)
- Future Kick (1995)
- Streapteaser (1995)
- La chiave del sesso (1998)
- I Like to Play Games Too (1999)
- Beethoven 5 (2003)
- Beethoven - A caccia di Oss... car! (2008)

### Televisione
- Erotic Confessions (1990)
- Passion Cove (1991)
- The Drove Carey Show (1993)
- The Wasp Woman, regia di Jim Wynorski – film TV (1995)
- Troppi in famiglia (1996)
- La famiglia Addams si riunisce (2003)
- Chicago Hope (2003)